# 데빌스타워

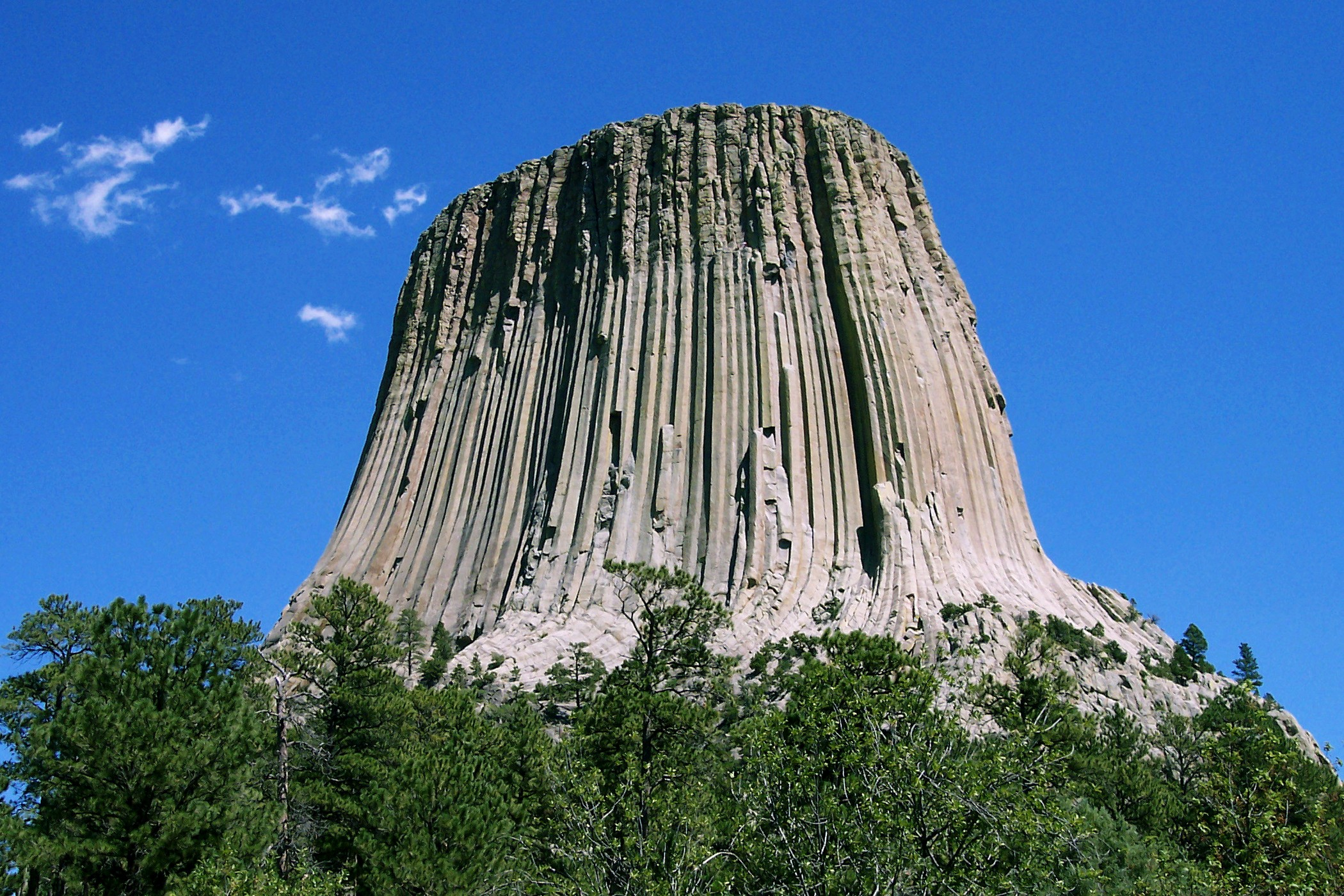
데빌스타워

데빌스타워(영어: Devils Tower), 악마의 탑 또는 마토 티필라(라코타어: Matȟó Thípila)는 미국 와이오밍 주의 북동부에 위치한 높이 260m의 거대한 화성암기둥으로, 미국 최초의 천연기념물이다.

## 명칭의 유래
데빌스 타워라는 명칭은 1875년에 미국지질조사국의 지리탐험대의 리차드 어빙 닷지 대령이 이 지방의 인디언들이 나쁜 하나님의 탑(Bad Gods Tower)라고 부르는 것을 블랙 힐즈에 관한 자신의 책에 데빌스 타워라고 의역하여 소개한 것으로 기원하였다.

## 형성 이론
지질학자들은 데빌스타워가 약 6천만년 전 화산 폭발에 의해 생겨난 것으로 추측한다. 화산이 폭발하고 나서 분출되지 못하고 화도 속에 잔존하던 마그마가 그대로 식어서 화도 모양 그대로 굳은 것이다. 당시 주변 지형은 대부분 셰일과 사암, 석회암, 이암으로 이루어진 퇴적층으로 이루어져있었는데, 약 5천만년에 걸쳐 침식작용이 일어나면서 퇴적층은 깎여나가고, 풍화에 강한 화성암만 남아 지상으로 드러나 현재와 같은 장관을 연출하게 되었다.

## 전설
인디언들은 데빌스 타워 측면의 주상절리를 곰이 할퀸 자국이라고 믿었다. 옛날에 밖으로 놀러 나왔던 7명의 인디언 소녀들이 거대한 곰에게 쫓기게 되었는데, 그들이 데빌스 타워로 피난을 가서 그들을 구해달라고 간절히 기도 하자 땅이 솟아올라 곰이 소녀들에게 닿지 못했다는 것이다. 이 밖에도 데빌스 타워에 대해 인디언 부족마다 서로 다른 몇 가지 전설들이 전해 내려오고 있다고 한다.

## 천연기념물로의 지정
1906년 루즈벨트 대통령에 의해 미국 최초의 천연기념물로 지정되었고, 국립공원으로 지정되어 1916년 국립공원국의 설립 이래로 그 관리하에 있다. 현재는 스카이다이빙과 암벽등반 장소로 유명하며, 스티븐 스필버그 감독의 영화 ‘미지와의 조우’에서도 등장한 바 있다.